# Alan R. Hawley
Alan Ramsay Hawley (ur. 29 lipca 1864 w Perth Amboy, zm. 16 lutego 1938 w Nowym Jorku) – jednym z pierwszych lotników w Stanach Zjednoczonych. W 1910 roku wygrał Puchar Gordona Bennetta lecąc na balonie America II wraz ze swoim pomocnikiem i wieloletnim przyjacielem Augustusem Postem. Był prezesem Aero Club of America w latach 1913–1918.

## Życiorys
Był absolwentem Trinity School w Nowym Jorku. Był maklerem giełdowym w Nowym Jorku ze swoim bratem Williamem, aż do przejścia na emeryturę w 1912 roku. W latach 1913–1918 roku pełnił funkcję prezesa Aero Club of America.
Dwukrotnie startował razem z Augustusem Postem w zawodach o  balonowy Puchar Gordona Bennetta, w 1907 i 1910 roku. W październiku 1910 roku  lecąc balonem America II wylądowali wieczorem na zboczu góry w niedostępnym rejonie Quebecu. Noc spędzili w koszu balonu, a potem przez 8 dni przedzierali się do zamieszkanych rejonów. Aby ich odnaleźć przeprowadzono największe poszukiwania w Stanach Zjednoczonych. Po odnalezieniu okazało się, że nie tylko wygrali turniej, ale również ustanowili rekord Ameryki. Gdy jego lot na odległość 1171,9 mil nie został przez 3 lata pokonany w 1913 roku zdobył Puchar Lahma. Został on ustanowiony na cześć Franka Lahma, który zwyciężył w I Pucharze Gordana Bennetta. W 1938 roku Hawley podarowal puchar New-York Historical Society. W maju 1916 roku Hawley był pierwszym pasażerem, który poleciał samolotem pilotowanym przez Victora Carlstroma z Nowego Jorku do Waszyngtonu.
Zmarł na zakrzepicę wieńcową 16 lutego 1938 roku.

## Nagrody
- 1910: I miejsce w balonowym Pucharze Gordona Bennetta[6].
- 1910: Lahm Cup (Puchar Lahma)[7]

## Upamiętnienie
- Swojej szkole Trinity School w Nowym Jorku przekazał 200 tysięcy dolarów za które w 1941 roku zbudowano nowe skrzydło noszące obecnie nazwę The Hawley Wing (Skrzydło Hawleya)[1][14][15].